# 海木耳科
海木耳科（学名：Sarcodiaceae）为杉藻目的一个科。

## 下级分类
本科包括以下属：
- Chondrymenia Zanardini, 1860
- 海木耳属 Sarcodia J.Agardh, 1852
- 孔果藻属 Trematocarpus Kützing, 1843